# Centaurea alba
Centaurea alba — вид рослин роду волошка (Centaurea), з родини айстрових (Asteraceae). Зростає на Іберійському півострові — у південній і центральній Іспанії, та невеликих прикордонних районах Португалії.

## Біоморфологічна характеристика
Багаторічник. Стебла 16–60 см, прямовисні, від павутинисто білих до майже голих, як правило, сильно розгалужені у верхній половині, рідко прості. Листки жовсткуваті  чи павутинисті; нижні зворотно-ланцетні, на ніжках, цілі, ліроподібні чи перисто розділені з ланцетно-еліптичними частками, рідше лінійними; стеблові листки сидячі, лінійно-ланцетні, рідше еліптичні, цілі або перисто розділені. Квіткові голови поодинокі, як правило, утворюють нещільний щиток. Чашечка квіткової голови 11–17 × 8–17 мм, дзвоноподібна чи майже циліндрична. Квіточки рожеві або жовтуваті, зовнішні стерильні, внутрішні гермафродитні з трубкою 4–8 мм і лімбом 6–8 мм. Сім'янки 3–4.2 × 1.8–2 мм, яйцеподібні або субоконічні, з ≈ 10 поздовжніми ребрами, жовтуваті або чорні. 2n=18.

## Середовище проживання
Рослина зростає в Іспанії і Португалії.